# Phytoecia pauliraputii
Phytoecia pauliraputii är en skalbaggsart som först beskrevs av Gianfranco Sama 1993.  Phytoecia pauliraputii ingår i släktet Phytoecia och familjen långhorningar. Inga underarter finns listade i Catalogue of Life.